# Buquoy

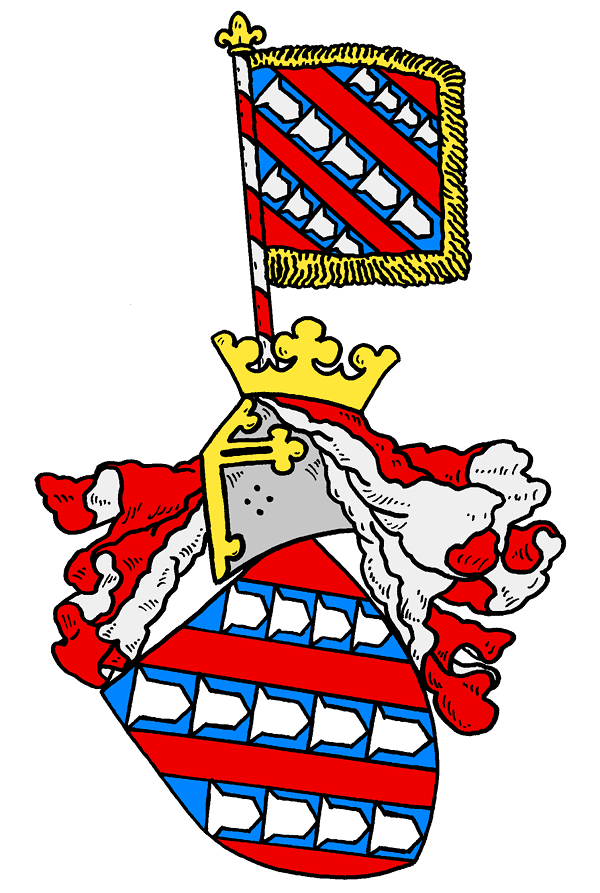
Wappen derer von Buquoy

Buquoy, früher auch Bucquoy, Buquoi, Bucquoi oder Boucquoi, ist der Name eines alten Adelsgeschlechtes französischen Ursprungs, das zum Uradel der Landschaft Santerre (Picardie) zählt. Im 17. Jahrhundert gelangte eine Linie vor allem in Böhmen zu Besitz und Ansehen.

## Geschichte
Das Geschlecht benannte sich zuerst nach seinem Stammsitz Longueval bei Amiens und beginnt die wahrscheinliche Stammreihe mit Alexandre de Longueval († 1092), während die urkundlich belegte Stammreihe 1150 mit dessen wahrscheinlichem Ur-Urenkel Antoine Sire de Longueval beginnt. 1444 wurde die Baronie Vaulx und 1567 die Herrschaft Bucquoy erworben, beide in der Grafschaft Artois bei Bapaume gelegen.
Bereits im 15. Jahrhundert begaben sich Familienmitglieder in den Dienst der Habsburger. So war Adrien de Longueval, seigneur de Vaux († 1524), Kämmerer des Erzherzogs Philipp des Schönen, des Königs von Kastilien, León und Granada (* 1478; † 1506). Der Sohn, Jean de Longueval, baron de Vaux (* 1510; † 1551), war Obersthofmeister des Kaisers Karl V. und Ritter des Ordens vom Goldenen Vlies. Wiederum dessen Sohn, Maximilien de Longueval, baron de Vaux (* 1537; † 1581), war königlich spanischer General, wurde 1580 von Karls V. Sohn, Philipp II. von Spanien, zum Grafen von Buquoy erhoben und fiel 1581 bei der Belagerung von Tournai.
Mit dem Ausbruch des Dreißigjährigen Krieges befehligte der Sohn des Maximilien de Longueval, Grafen von Buquoy, der Feldmarschall Charles Bonaventure de Longueval, Comte de Bucquoy, die kaiserlichen Truppen. Schon vor dem Sieg in der Schlacht am Weißen Berg erhielt Bucquoy 1620 durch Ferdinand II. aus dem konfiszierten Besitz der Schwanberger die deutschen Herrschaften Gratzen, Rosenberg und Sonnberg sowie die teils deutsche, teils tschechische Herrschaft Libiegitz und die Burg Zuckenstein verliehen. Von 1620 bis 1945 waren die Buquoy vor allem in Südböhmen ansässig. In ihre Herrschaftszeit fällt die Besiedlung des Gratzener Berglandes. Nach dem Ende des Zweiten Weltkrieges wurde der letzte Besitzer der Burg Gratzen, Karl Georg Graf von Buquoy (1885–1952), verhaftet und als Kollaborateur angeklagt. Obwohl von den Vorwürfen freigesprochen, blieb er aus politischen und ethnischen Gründen inhaftiert. Er starb 1952 im Gefängnishospital zu Brno-Mírov, sein Vermögen wurde eingezogen. Sein Enkel Michael Graf von Buquoy (* 1941 in Prag; † 2024 in Starnberg), bis zu seinem Tod der Familienchef, lebte in Oberbayern. Margarete Gräfin von Buquoy (* 1942) ist die offizielle Familienhistorikerin.
Die Linie Buquoy-Rottenhan geht auf Georg Franz August von Buquoy zurück, der durch die Ehe mit der Tochter von Heinrich Franz von Rottenhan 1806 umfangreiche Besitzungen in Nordböhmen und dem Erzgebirge, darunter Rothenhaus, erwarb und dort den Bergbau und die Glasfabrikation förderte.

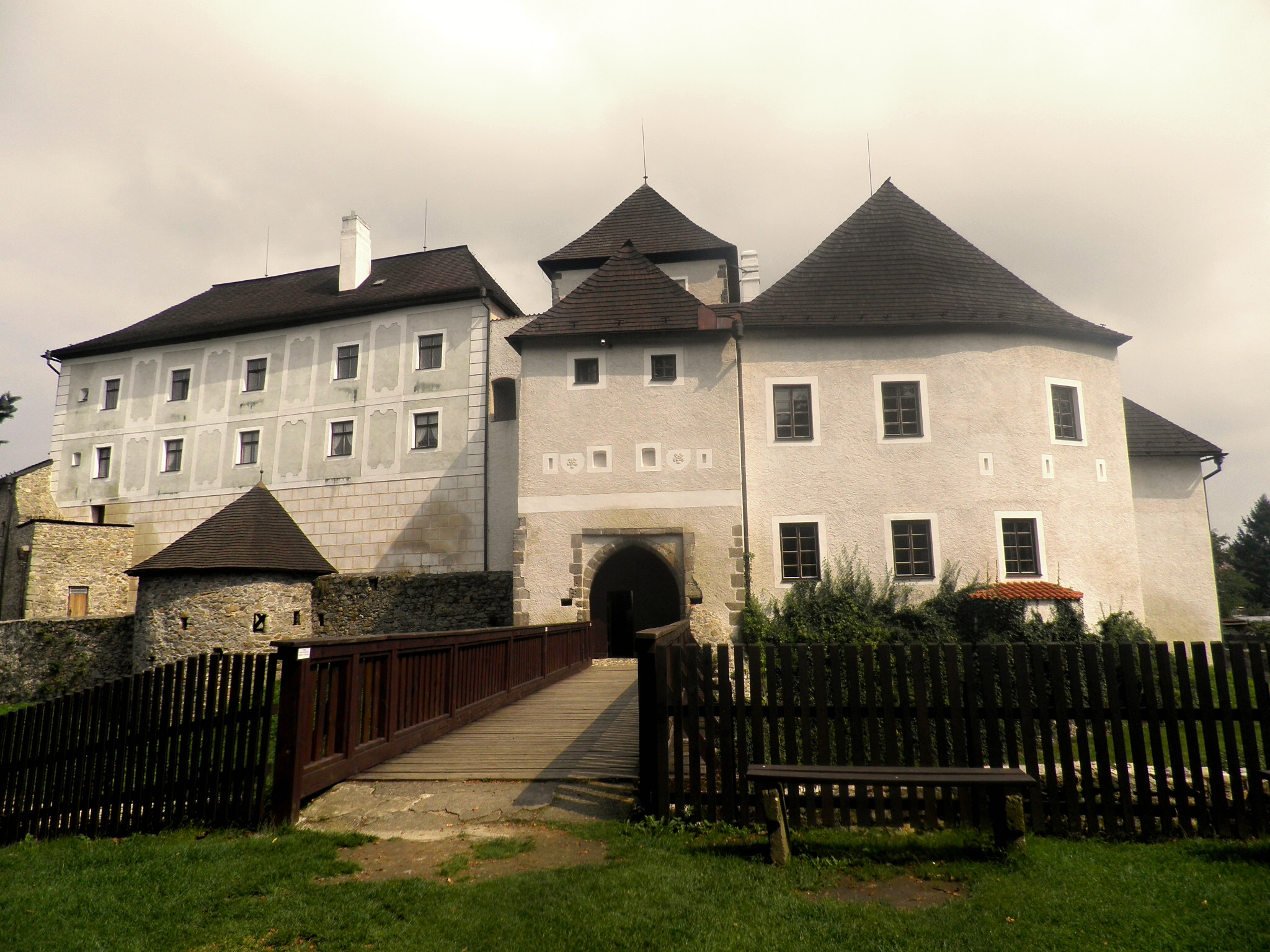
Burg Gratzen (Nové Hrady)
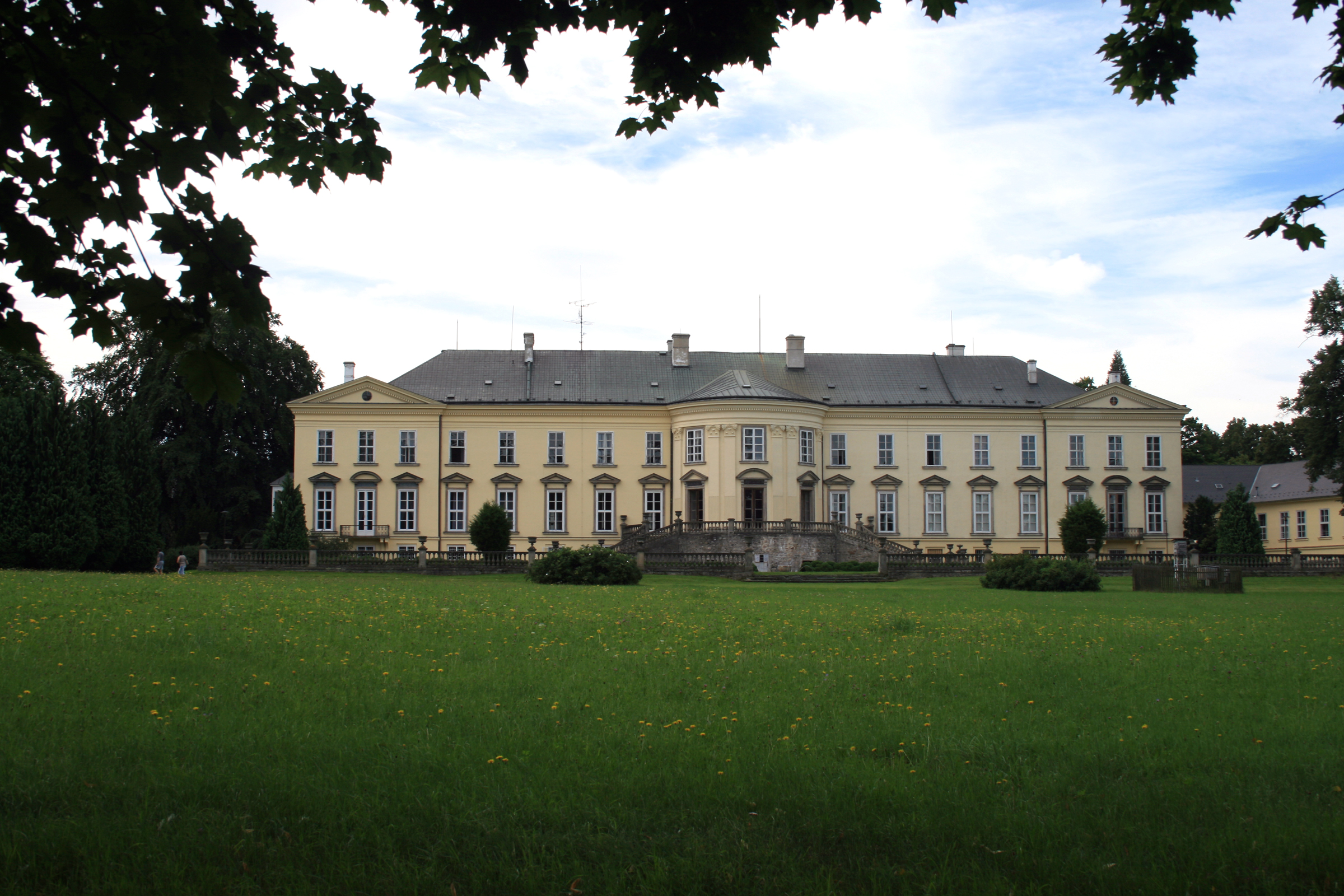
Neues Schloss Gratzen (Nové Hrady)
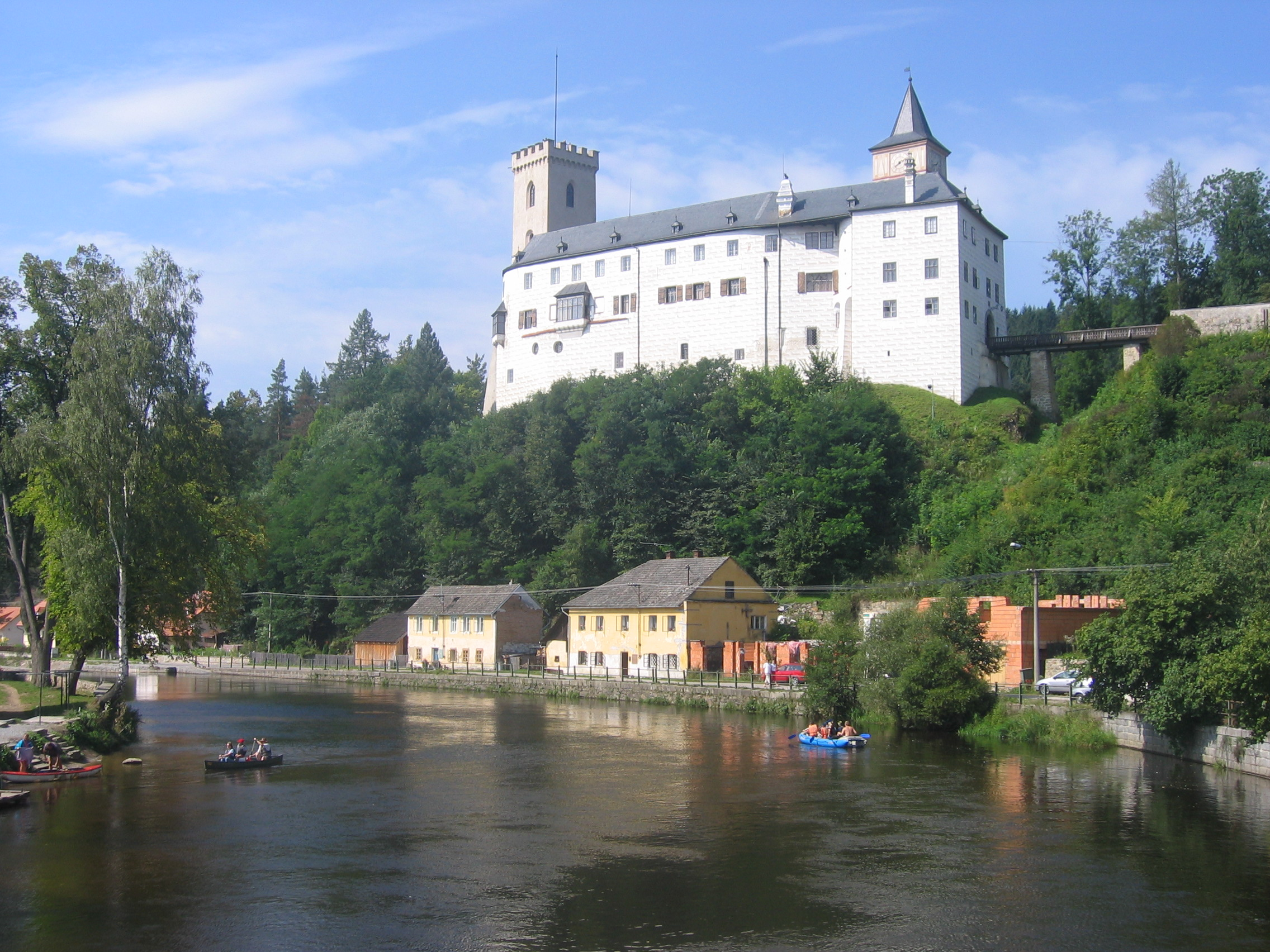
Burg Rosenberg (Rožmberk)
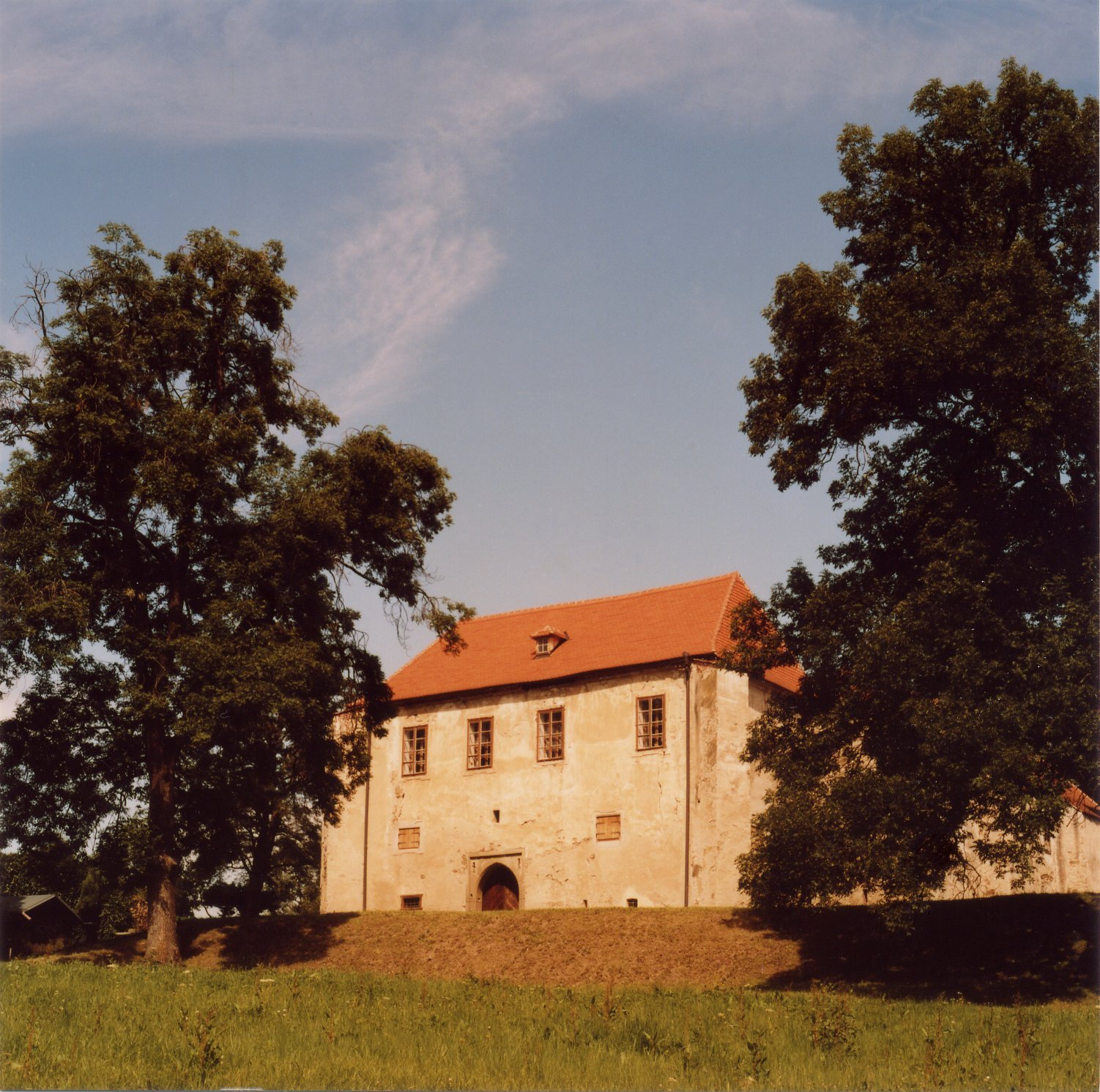
Burg Zuckenstein (Cuknštejn)
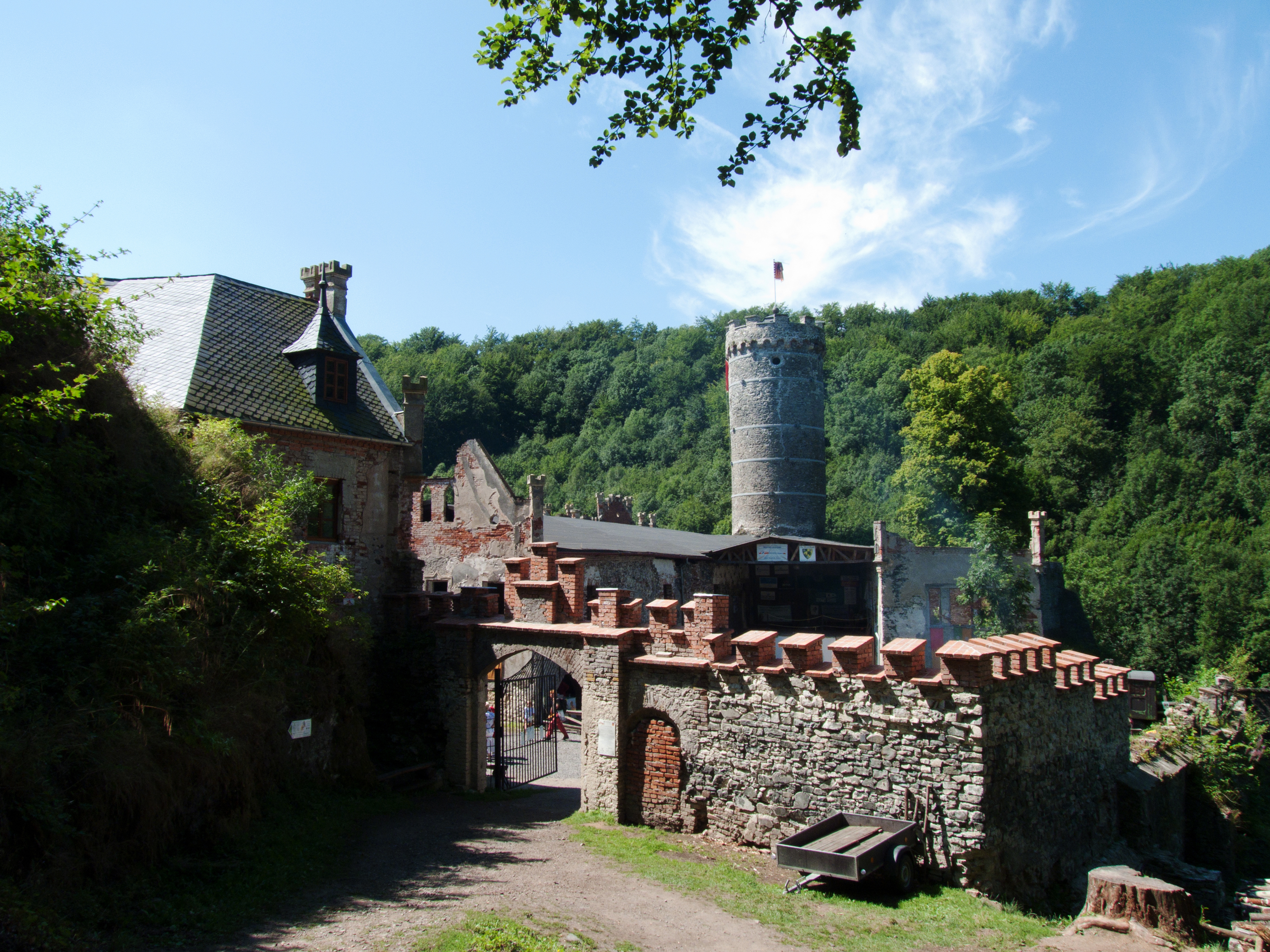
Schloss Hauenstein (Horní Hrad)

## Standeserhöhungen und -anerkennungen
- 20. Juni 1580 zu Badajoz Erhebung der Herrschaft Buquoy zur Grafschaft und der Besitzer in den Grafenstand (durch König Philipp II. von Spanien für Maximilien de Longueval, Baron de Vaux).
- Erboberstjägermeister der Grafschaft Artois (für denselben).
- 3. Oktober 1614 zu Linz Verleihung des Prädikats „Hoch- und Wohlgeboren“ (für den Kaiserlichen Generalissimus Karl Bonaventura Grafen von Buquoy).
- 15. November 1627 böhmisches Inkolat.
- 19. März und 2. April 1678 Aufnahme in den niederösterreichischen Herrenstand (für Karl Albert Grafen von Buquoy, Sohn des Karl Albert de Longueval, 3. Grafen von Buquoy).
- 1. Juni 1688 zu Madrid spanisch-niederländischer Fürstenstand mit dem Prädikat „Prince de Longueval“ (durch König Karl II. von Spanien für den Grafen Karl Philipp von Buquoy und seine Erben und Nachfolger).
- 10. März 1689 zu Wien erbländisch-österreichische Anerkennung desselben durch Intimat der Kaiserlich Königlichen Hofkanzlei.
- Dieser Fürstenstand gelangte nach dem kinderlosen Tode des 2. Fürsten Philipp Emanuel († 4. März 1703) bei dessen Erben im Majorat in den Österreichischen Erblanden nicht mehr zur Aufnahme.
- 5. Oktober 1703 zu Wien erbländisch-österreichischer Grafenstand (für Karl Cajetan).
- 17. April 1733 zu Wien erbländisch-österreichischer Grafenstand (für Franz Leopold).
- 18. April 1861 erbliches Mitglied des österreichischen Reichsrats.

## Wappen

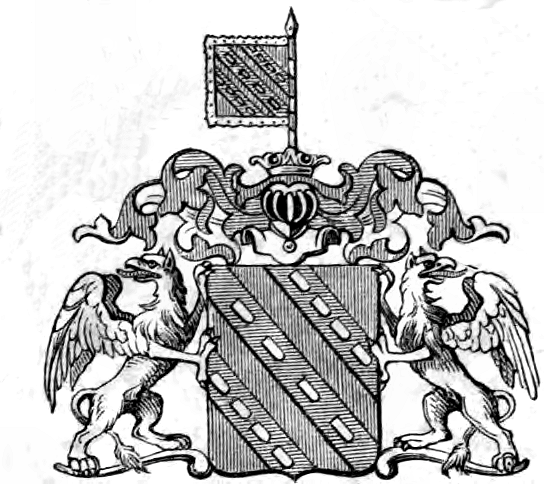
Wappen der Grafen von Buquoy 1703

Das Stammwappen zeigt drei blaue Schrägrechtsbalken auf rotem Grund, die beiden äußeren mit je vier, der mittlere mit fünf silbernen gestürzten „vairs“ (Eisenhütchen, Feh) belegt (eine frühe Variante zeigt den Schild fünfmal schrägrechts geteilt, so dass dort das unterste rote Feld fehlt); auf dem Helm mit rot-silbernen Decken eine goldengefranste Fahne mit dem Schildbild an von Rot und Silber mehrfach schrägrechts geteilter Stange.
Durch das Grafenstandsdiplom von 1703 kamen als Schildhalter zwei silberne Greife dazu.

### Wappensage
Nach der Wappensage hatten die Herren: Alexander von Longueval, in Verein mit dem Grafen von Senlis, von Marle, von Coucy, von Vervins, von Chatillon etc. in der Mitte des 11. Jahrhunderts einen Feldzug gegen „die Ungläubigen, welche sich Palästina's bemächtigt hatten“, gemacht. Indem diese Herren in diesem Kriege ihre Banner verloren hatten, schnitten sie ihre mit Feh gefütterten Scharlachmäntel in Stücke und benutzten diese als Fahnen. Hierauf nahmen sie, darunter auch der Herr von Longueval, diese Stücke als Wappen an.

## Persönlichkeiten

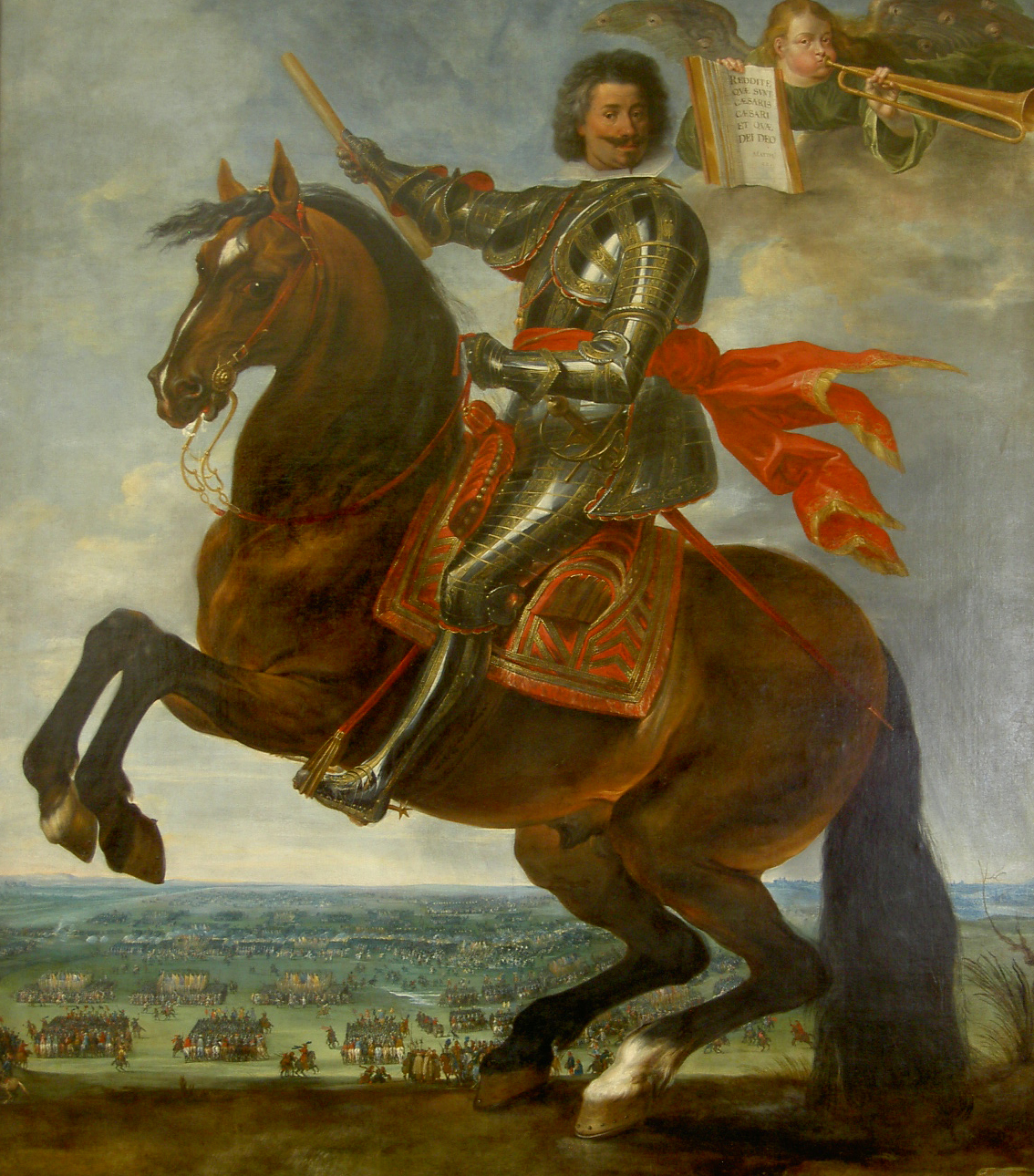
Charles de Bucquoy in der Schlacht am Weißen Berg 1620

- Charles Bonaventure de Longueval, Comte de Bucquoy (Karl Bonaventura von Longueval, Graf von Buquoy) (1571–1621), kaiserlicher Feldmarschall
- Philipp Emanuel von Longueval und Buquoy (* 1673; † 4. März 1703), kaiserlicher Generalmajor
- Johann Nepomuk von Buquoy (1741–1803), Begründer von Armen- und Krankenanstalten und der Musterschule Kaplitz[5]
- Georg Franz August von Buquoy (1781–1851), verehelicht seit 1806 mit Maria Gabriela Gräfin Rottenhan (1784–1863), Besitzerin der Grundherrschaften Rothenhaus, Preßnitz und Hauenstein, ließ das neue Schloss Gratzen vollenden und war als Großindustrieller Begründer von Glashütten im Gratzener Bergland und im Erzgebirge
- Ludwig Ernst Graf von Buquoy de Longueval (* 1783 in Brüssel; † 1834 in Wien), Landschaftsmaler, Schüler des Kupferstechers Antonin Pucherna (1776–1852), in seinen Landschaftsbildern von Böhmen, Mähren und Schlesien Vertreter der böhmischen Romantik. Bruder des Georg Graf von Buquoy
- Georg Johann Heinrich von Buquoy (1781–1851), ließ die Burg Rožmberk umbauen
- Ferdinand Graf von Buquoy de Longueval (* 1856 in Meidling bei Wien; † 1909 in St. Peter, Bez. Görz), Verwalter seiner Güter Gratzen, Rosenberg und Preßnitz, langjähriger Präsident des Landeskulturrates in Böhmen, 1904 bis 1906 österreichischer Ackerbauminister.
- Rudolf Hubert (Bruno Karl Bonaventura Antonius Maria) Graf von Buquoy (1927–1995), deutscher Ingenieur, Träger des Bundesverdienstkreuzes am Bande